# Јак-7
Јак-7 је совјетски ловачки авион из периода Другог светског рата. Настао је развојем од авиона Јак-1, као тренажна верзија. Међутим, током операције Барбароса, Црвена армија је претрпела велике губитке у ваздухопловима што је морала надокнадити брзим увођењем у борбена дејства и тренажних авиона који су надограђивани у намену „тешког ловца“, са новом ознаком Јак-7. Иако првобитно двосед, за ловачке функције је на место инструктора уграђен додатни резервоар за гориво. Јак-7 су пилоти волели због тога што је био чвршћи, јачи, простији и генерално бољи од своје основе авиона Јак-1. Након рата, одређен број Јак-7 је касније враћен у првобитно улогу обуке.
До краја 1941. године, око 60 примерака ловачких авиона Јак-7 је произведено и уведено у борбену употребу. Његове летне карактеристике су биле сличне као и код Јак-1, али са слабијом покретљивошћу и маневром. Наравно, побољшања су касније направљена модификацијама, а тај нови стандард ловца, почетком 1942. године, означен је са Јак-7А. У оквиру модификација, прилагођен је радио, обновљена је полу-увлачећи репни усмеривач, замењена је задња купола кабине са навлаком од шперплоче, која се шарнирно отварала на страну, реновиран је кисеонички систем пилота и измењена је инструментална табла.

## Развој и пројекат
Јаковљев пројекат двоседа, напредног школског авиона, 1939. године, првобитно је био у стандарду И-27, а затим УТИ-26, предложио их је заједно са оригиналним И-26, а од њих је настао Јак-1. Влада је донела одлуку, 4. марта 1940. године, о градњи двоседа УТИ-26 (Јак-7), као прелазног авиона за проверу и обуку пилота за ловачке авионе, на основу стандарда И-27. Захтеване су веома сличне карактеристике ловачком авиону, високих перформанси за потпуно оспособљавање пилота, пре преласка на извршавање борбених задатака. Радови на развоју су почели у 1940. години, а прототип је полетео 23. јула 1940. УТИ-26 се разликовао од свог претходника у већем распону крила и његовом померању уназад, због оптимизације центраже авиона, као и уградњи две кабине са истоветним командама и са затеченим комуникационим системом. Био је наоружан једним митраљеза ШКАС, калибра 7,62 mm у уграђеним у гондолу мотора, углавном намењеном авиону за обуку. Међутим, Јаковљев је замислио да то буде вишенаменски авион, који би извршавао курирске задатке и лаки транспорт на фронту.
Први произведен авион, познат као Јак-7УТИ, задржао је увлачећи стајни трап, али почевши у лето 1941. године, уместо тога, уведен је фиксни стајни трап, у варијанти Јак-7В. Произвођач је желео да поједностави производњу, сматрајући да тај утицај на смањење перформанси није пресудан за тренера. Јак-7УТИ и Јак-7В, опремљен су и са скијама за операције у зимским условима. Овој директној производњи, поједностављеног Јак-7В, касније су се и придружила скидањем оружја, конвертована 87 примерка Јак-7Б, на тај стандард школског авиона.
Даљим модификацијама УТИ-26, уз задржавање положаја задње кабине, са седиштем без команди за курирске и транспортне задатке или резервоар горива за продуженог долета. Интегрисан је мотор М-105П и стандард је добио ознаку Јак-7 / П-105П.
После кратких фабричких испитивања, авион се показао бољи од једноседа Јак-1, захваљујући модификацијама већ примењеним на Јак-7УТИ, као и ревидираним стајним трапом са већим точковима и гумама, ефикаснијим кочницама и ревидираним системом увлачења ногу, као и другим променама. Јаковлев је предложио надлежним органима Јак-7 за увођење у наоружање, који су то одмах и усвојили. Испитивања су показала да је то био бољи авион од свих осталих типова из те категорије, тренутно у совјетском наоружању.
Само су 62 авиона произведена у 1941. години: 51 у септембру и октобру и 11 у децембру. Пробни пилот Лазарев је указао на добре летне карактеристике лета, колико је било лако изаћи из ковита, колико седобро понаша при обрушавању, особине које он сматра да су безбедније од свих од Јак-1. Али Јак-7 је показао неке недостатке: на цевоводу мотора М-105П, систему забрављивања стајног трапа, квалитета гума и решења репног точка. Што је идентификовано за дораду. Јак-7 је уведен у производну линију и прву партију производње од од 60 примерака, који су испоручени оперативним ескадрилама до краја 1941. године.
Још једна значајна варијанта је Јак-7 / М-105ПА, а у јуну 1942. године, уграђен му је побољшан мотор М-105ПФ и уз додатна побољшања у октобру 1943. године, повећана му је брзина на 599 km/h при земљи. Генерално, пилоти су прихватали Јак-7Б, као погодан и ефикасан ловачки авион. Доказао се да је било лако с њим летети, на свим висинама, био је стабилан и једноставан за одржавање и иако није имао брзину пењања као Месершхмит Бф 109, био је веома окретан и брз у хоризонталном маневру, док по вертикали нешто слабији. Са мотором М-105ПФ, поправила се брзина пењања, а и вертикални маневар.

## Оперативна употреба
Јак-7 се показао као веома ефикасан за близу ловачку подршку, иако су први двоседи били „тешки на нос“ (предња центража — већа резерва стабилности). То је фабрика исправила уградњом резервоара за гориво у задњу кабину. Пилоти су се жалили и на рањивост резервоара. Било је константних промена у пројекту на основу борбених запажања, укључујући коначни стандард једноседа Јак-7Б, који је произведен у великом броју. То је све рађено у тешким ратним условима и при сталним померањем капацитета испред фронта, према совјетском истоку.
Пољаци су добили након рата више школских авиона Јак-7В, а један је достављен и Мађарима за припрему за долазеће ловачке авионе Јак-9. Непосредно после рата су испоручени и неким другим савезницима.
Након испитивања и доказивања у априлу и мају 1942. године, уведена је у оперативну употребу и 22 примерка Јак-7-37, на северно западни фронт, где су се показали као веома успешни у дејству ваздух-ваздух, а и ваздух-земља.

## Варијанте
- И-27 — прототип, двосед развијен из предсеријског стандарда И-26.
- Јак-7УТИ — двосед, са комуникационим системом / школска верзија, изграђено 186 примерака, 1941. године.
- Јак-7В — школски двосед, изграђено је 510 примерака, мај 1942. године. — децембар 1943. године, + 87 примерака преправком Јак-7Б (укупно 597), скидањем наоружања.
- Јак-7 — верзија једноседа заснованог на стандарду Јак-7УТИ, оклоп + додато више оружја, изграђено 62 примерка, септембар-октобар 1941. године.
- Јак-7А — резултат је побољшања, радио станице и змаја авиона Јак-7, изграђено је 277 примерака, јануар-мај 1942. године.
- Јак-7Б — 5.120 примерка, мај 1942. године. — децембар 1943. године, побољшано оружје (замена митраљеза ШКАС са два митраљеза УБС од 12,7 mm), увлачи репни точак, а у јуну 1942. године, уграђен је мотор М-105ПФ (авион је постигао брзину 514 km/h при земљи) уз додатак разних побољшања у октобру 1943. године, допринело да се брзину повећа на 532 km/h при земљи.
- Јак-7-37 — 22 примерка, август 1942. године.- уграђени топ МПШ-37 од 37 mm и 2 х УБС, померен је положај кабине, уграђени су аутоматска преткрилца и реп точак већег пречника.[5][10][12][13]

### Карактеристике варијанти
Ознаке, коришћене у табеларном прегледу изведених значајнијих модификација:
| - [БК], бојеви комплет, - vH=0, највећа постигнута брзина на висини нивоа мора, по стандард атмосфери, - vmax, највећа могућа брзина на оптималној висини лета, - tpenj, потребно време пењања на висину од 5.000 , - t 1, потребно време за пун стационарни хоризонтални заокрет, | - , полупречник хоризонталног стационарног заокрета, - Hmax, плафон лета, - , је долет, - m, највећа маса, и - №, број укупно произведених авиона. |

## Корисници[16]
- НР Албанија — 1945. године поседовали су 20 примерака двоседа Јак-7В и 30 примерака једноседа Јак-7А.
- Француска — поседовали су у ескадрилу у Нормандија-Нимен.
- Бугарска — поседовали су три Јак-7В.
- Мађарска — поседовали су један Јак-7В за обуку са долазеће ловце Јак-9.
- Монголија — поседовали су неколико примерака, намењених за школовање и обуку.
- Пољска — поседовали су неколико примерака Јак-7В за обуку. Истовремено су коришћени за обуку и курирске задатке. Јак-7 су оперативно коришћени у пољском ваздухопловству од септембра 1943. до 23. септембра, 1946. године.
- СССР — већина произведених су коришћени у совјетском ваздухопловству.
- ДФ Југославија — поседовали су два Јак-7В током Другог светског рата.